# Projeto Tietê

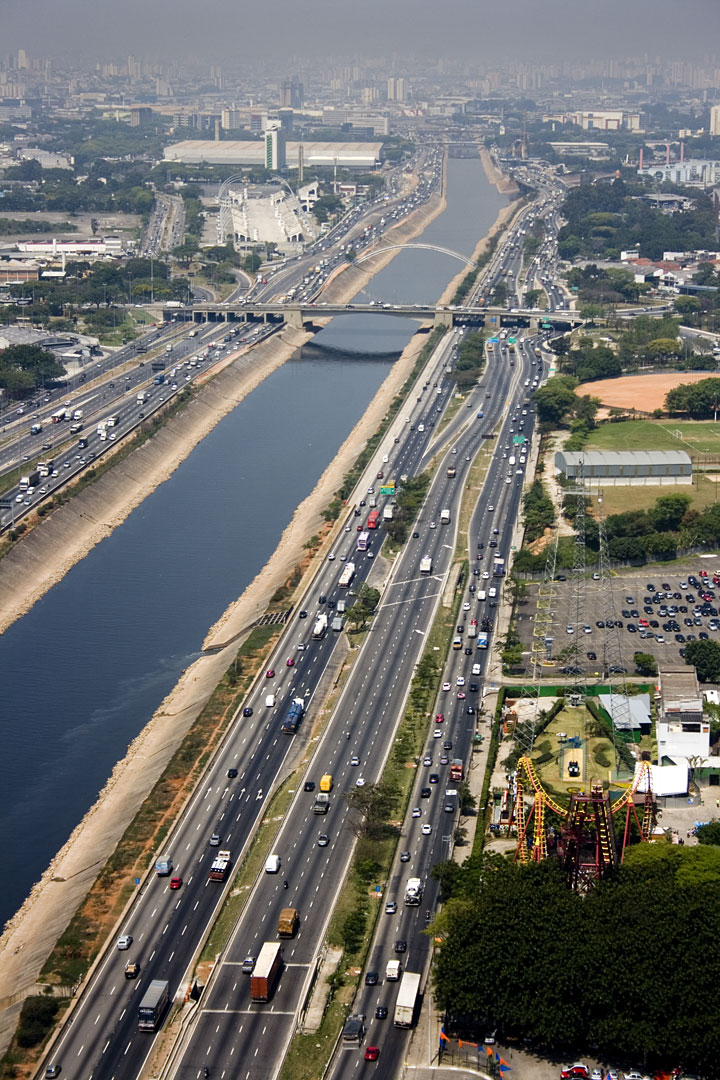
Vista aérea da Marginal Tietê, em São Paulo.

Projeto Tietê é um programa de despoluição do rio Tietê, no estado de São Paulo, Brasil. O programa começou em 1992, por conta de uma campanha feita pela ONG SOS Mata Atlântica e pela Rádio Eldorado, em que foram colhidas 1,2 milhão de assinaturas.
Após a pressão popular o governo buscou financiamento do Banco Interamericano de Desenvolvimento (BID) e do Banco Nacional de Desenvolvimento Econômico e Social (BNDES). O projeto já custou 2,7 bilhões de dólares (8,8 bilhões de reais) e está em sua terceira fase. A quarta etapa, está em fase de planejamento e captação.

## Histórico
Em setembro de 1990, a Rádio Eldorado fez um programa especial ao vivo, com dois repórteres: um, da própria Rádio Eldorado, estava em São Paulo, navegando pelo rio Tietê e comentando sobre a poluição e deterioração das águas: o outro, do serviço brasileiro da emissora de rádio britânica British Broadcasting Corporation, navegava nas águas límpidas e despoluídas do rio Tâmisa de Londres, na Inglaterra, comentando sobre a qualidade daquele rio, que passou por um processo de recuperação desde a década de 1950. Tal programa de rádio provocou grande repercussão em outros órgãos de imprensa, principalmente o jornal O Estado de S. Paulo, do mesmo grupo da rádio. Uma organização não governamental, Núcleo União Pró-Tietê, liderada por Mário Mantovani, foi criada, canalizando a pressão popular por um rio mais limpo. A sociedade civil chegou a colher mais de um milhão de assinaturas, um dos maiores abaixo-assinados já realizados no país.[carece de fontes?]
Em 1991, o governador de São Paulo Luiz Antonio Fleury Filho ordenou à Companhia de Saneamento Básico do Estado de São Paulo que se comprometesse a estabelecer um programa de despoluição do rio, tal projeto contemplaria benefícios em aspectos como : saúde pública, reuso planejado de água e por fim, o meio ambiente. O estado buscou recursos junto ao Banco Interamericano de Desenvolvimento e montou um projeto de recuperação do rio, baseado nos estudos anteriores do SANEGRAN. A difícil tarefa de acabar com a poluição gerada por esgotos na Região Metropolitana de São Paulo recebeu o nome de Projeto Tietê. Na ocasião, o então governador havia dito que, ao final do seu mandato, beberia um copo d'água do Tietê. Não é um projeto exclusivamente governamental, já que conta com intensa participação de organizações da sociedade civil. Atualmente, o Projeto Tietê é o maior projeto de recuperação ambiental do país.[carece de fontes?]
No final da década de 1990, a capacidade de tratamento de esgotos foi ampliada: a Sabesp realizou a ampliação da capacidade de tratamento da Estação de Tratamento de Esgotos de Barueri, a vinte quilômetros a jusante do município de São Paulo e inaugurou as estações de tratamento de esgoto Parque Novo Mundo, São Miguel e ABC, que ficam a montante do município de São Paulo.

Espumas no Tietê em 2015 na cidade de Pirapora de Bom Jesus, ultrapassando a altura da ponte.

Em junho de 2015, chamou a atenção nacional um episódio de grande produção de espuma no rio Tietê. Na cidade de Pirapora de Bom Jesus, na região metropolitana de São Paulo, as espumas ultrapassaram a altura da ponte e invadiram casas e ruas na beira do rio. Já havia ocorrido episódio semelhante em fevereiro do mesmo ano e, de acordo com a Prefeitura, o problema se repete periodicamente há trinta anos. Segundo a Companhia Ambiental do Estado de São Paulo, o fenômeno se deve ao despejo de esgoto doméstico não tratado, com grandes quantidades de detergente não biodegradável, e piora no período de estiagem devido à baixa vazão da água, que não é suficiente para dissolver os poluentes.
Em 1992, 70% do esgoto residencial da Região Metropolitana de São Paulo era coletado e apenas 24% disso (17% do total) passava por tratamento. Em 2017, 87% do esgoto era coletado e 59% do total era tratado na Grande São Paulo, segundo a Sabesp. No município de São Paulo, 88% do esgoto era coletado e 66% do total era tratado. No entanto, 41% do esgoto doméstico da Grande São Paulo ia parar in natura no rio e em seus afluentes e  cerca de 32% do que era coletado não era tratado. No Brasil, 61% do esgoto nas áreas urbanas era coletado e 43% era tratado, segundo dados de setembro de 2017 da Agência Nacional de Águas (ANA).
Segundo dados da SOS Mata Atlântica, a mancha de poluição (onde a oxigenação da água é de praticamente 0%), diminuiu de 400 quilômetros no início do projeto para 130 km em 2017, entre as cidades de Itaquaquecetuba e Cabreúva. No entanto, em 2014 ela estava contida em 71 km. Em 2015, a Sabesp diminuiu o investimento na despoluição do rio e a mancha mais do que dobrou. Em 2016, o investimento caiu novamente.

## Problemas
A demora no processo de despoluição do rio e os diversos prazos descumpridos são questões alvo de críticas contantes. Em 1993, o governo de Luiz Antônio Fleury Filho prometeu a limpeza para 2005. Em 2004, o então secretário de recursos hídricos afirmou que o rio teria peixes até 2010. Em 2012, o governador Geraldo Alckmin disse que a cidade poderia ter 94% do esgoto coletado até 2015. Em 2014, ele prometeu a despoluição do rio até 2019. No entanto, projetos deste tipo costumam levar décadas. O rio Tâmisa, em Londres, foi despoluído mais de 50 anos após ter sido declarado como morto pelo Museu de História Natural local.
A falta de integração entre os governos dos diferentes municípios que compõe a Grande São Paulo é um dos fatores que dificultam a conclusão do projeto. Como exemplo disto, não houve entendimento para tratar o esgoto de Guarulhos na estação do Sistema Parque Novo Mundo, que foi projetado para atender parte de Guarulhos, mas atende apenas partes das zonas leste e norte de São Paulo. Na Coreia do Sul, por exemplo, a despoluição dos quatro rios que cortam a capital do país, Seul, foi uma ação integrada entre diversos órgãos. Mudanças no zoneamento, como permissão para construção de prédios, sem preocupação com o reforço da infraestrutura também são um problema.
O despejo de esgoto in natura direto no rio pela própria Sabesp levou o Ministério Público de São Paulo a entrar com uma ação contra a empresa, citando a contaminação da bacia do Tietê e das represas Billings e Guarapiranga. A Justiça considerou que havia provas, mas a ação foi indeferida porque a juíza considerou que a companhia estava cumprindo sua obrigação ao apresentar um cronograma de metas razoável de acordo com a magnitude do projeto. A promotoria recorreu e disse que a Sabesp não cumpre as etapas do cronograma e que pratica "forte marketing enganoso quanto às metas atingidas e sua responsabilidade ambiental". A ação está em análise em segunda instância.